# Robert-Léon Wagner
Pour les articles homonymes, voir Wagner.
Robert-Léon Wagner (12 mai 1905-26 février 1982) est un grammairien et professeur de lettres qui s'est spécialisé dans la lexicographie. Il a notamment enseigné à l'École pratique des hautes études (EPHE).

## Biographie
Robert-Léon Wagner naît à Paris le 12 mai 1905 près de la butte Montmartre. Ses études secondaires sont assez mouvementées. Ses parents l’inscrivent tout d’abord au Lycée Pasteur, à Paris, d’où il se fait rapidement renvoyer pour indiscipline. Il devient alors élève au collège Sainte-Croix de Neuilly-sur-Seine, d’où il est encore renvoyé pour la même raison. Ses parents l’inscrivent finalement en internat dans un collège de jésuites du Mans, où il finit par s’assagir.
Agrégé de grammaire (1931) et docteur ès lettres (Les phrases hypothétiques commençant par si dans la langue française, des origines à la fin du XVIe siècle, dir. Charles Bruneau, Droz, 1939), Robert-Léon Wagner a été d'abord professeur au lycée de Chartres (1930-1934) et à l'université de Caen (1934-1946). Il publie alors notamment dans la revue Le Français moderne (avec un article, pendant la guerre, intitulé « Pour une culture française »...). Après-guerre, il enseigne à la Sorbonne (faculté des lettres de Paris), à partir de 1947, année où il publie son Introduction à la linguistique française, puis, à compter de 1970, à l'université de Paris III (devenue ensuite Sorbonne nouvelle). Il publie de nombreux comptes rendus et articles dans le Mercure de France, s'intéresse à Albert Dauzat (1956...), Stendhal, Malherbe (1956), Jean Giono (1958), Villon (1961), etc. Il établit des lexiques d'auteurs, par exemple sur Clitandre de Corneille (éd. de 1949).
En 1949, il devient directeur d'études à l'École pratique des hautes études (IVe section : sciences historiques et philologiques), succédant à Albert Dauzat. Il y sera paradoxalement le supérieur hiérarchique de son maître Gustave Guillaume, et sera lui-même le maître de guillaumiens célèbres tels Gérard Moignet, Stéfanini ou Bernard Pottier . Robert-Léon Wagner était membre de la Société de Linguistique de Paris et de l'Académie royale de langue et de littérature françaises de Belgique.
Ses travaux sont consacrés aux théories linguistiques, à la grammaire et aux vocabulaires français, au style. Ils sont liés aux activités du Centre de lexicologie politique de l'ENS Saint-Cloud, dans la mesure où Wagner s'intéresse à des questions lexicographiques telles que la façon dont des entrées de dictionnaire sont écrites . Il publie ainsi en 1960 un article intitulé Le Dictionnaire de Huguet; l'inventaire de la langue française, puis, en 1964, une étude du mot « chevaleresque » et de ses variations d'emploi, et en 1966 une étude sur l'usage des termes déportation et transportation. Son équipe de recherche a comparé, par exemple, le Petit Robert au Dictionnaire du français contemporain dans cette optique.
Il avait épousé Monique (1906-1990), sœur de Maurice Merleau-Ponty. Il est inhumé au cimetière du Père-Lachaise (80e division).

## Ouvrages
- (avec F. Gaiffe, E. Maille, E. Breuil, S. Jahan et M. Marijon) Grammaire Larousse du XXe siècle, Librairie Larousse, 1936.
- Les Phrases hypothétiques commençant par "si" dans la langue française, des origines à la fin du XVIe siècle, Librairie Droz, 1939.
- "Sorciers et magiciens". Contribution à l'étude du vocabulaire de la magie, Librairie Droz, 1939.
- (avec Jacqueline Pinchon) Grammaire du français classique et moderne, Paris, Hachette, 1962

Prix Saintour de l’Académie française 1963
- La Grammaire française, 2 vol. SEDES, 1968-1973.
- Les Vocabulaires français, 2 vol., Didier, Coll. "Orientations", 1967-1970.
- L'Ancien français, Larousse, Coll. "Langue et langage", 1974.
- Essais de linguistique française, recueil d'articles, éd. J. Pinchon, H. Mitterand, B. Quémada, Nathan université, 1980.
- En coll. avec Jacqueline Pinchon, Grammaire du français classique et moderne, Hachette, 1962, éd. révisée 1992.